# Neoconocephalus curitibensis
Neoconocephalus curitibensis är en insektsart som beskrevs av Piza Jr. 1952. Neoconocephalus curitibensis ingår i släktet Neoconocephalus och familjen vårtbitare. Inga underarter finns listade i Catalogue of Life.